# Bjelolici zovoj
Bjelolici zovoj (lat. Calonectris leucomelas) je morska ptica roda Calonectris. Duga je 48 cm, a raspon krila je 122 cm. Gornji dio tijela je sivosmeđe, a donji dio je bijele boje. Glava je bijele boje, pa se zbog toga mnogi zavaraju i pomisle da je sjeverni galeb. Noge i stopala su ružičaste boje. Ova vrsta je pelagična, ali se nekad pojevljuje u priobalnim morima. Hrani se ribama i lignjama, koje nalazi sljedeći ribarske brodove. Tako ptice mogu nastradati, jer bi se mogle upetljati slučajno u ribarsku mrežu. Također, velika prijetnja su im grabežljivci kao što su mačke i štakori. Koristi rupe kao gnijezdo, a pari se najčeće na šumovitim brežuljcima.

## Vanjske poveznice
- Poštanske markice

Ostali projekti
|  | Zajednički poslužitelj ima još gradiva o temi Calonectris leucomelas |
|  | Wikivrste imaju podatke o taksonu Calonectris leucomelas             |